# Susanne Lehnfeld
Susanne Lehnfeld (* 1972 in Schwandorf) ist eine deutsche Germanistin und Kulturmanagerin, die auch als Autorin zu Themen der Musik und Musikpädagogik arbeitet.

## Leben
Lehnfeld studierte Germanistik und Kulturmanagement. Sie arbeitete dann bei verschiedenen Festspiel- und Theaterprojekten. So leitete sie 1996 und 2002 Festspiele auf dem Schloss Fronberg.
Des Weiteren war sie am Kulturreferat der Landeshauptstadt München sowie von 2002 bis 2012 beim Verband Bayerischer Sing- und Musikschulen im Verband deutscher Musikschulen tätig. Während dieser zehn Jahre machte sie sich die Qualitätssicherung bei Musikschulen zum besonderen Anliegen. Die Musikschule Unterhaching wurde in der Folge zur ersten öffentlichen Einrichtung dieser Art in Deutschland, der eine Zertifizierung nach QSM gelang.
Susanne Lehnfeld trug als Autorin zahlreiche Artikel zu Fachzeitschriften wie Üben & Musizieren und der Neuen Musikzeitung bei. Im Mai 2012 übernahm sie die Leitung des Kulturamts der Stadt Schwandorf.

## Veröffentlichungen
- Bayerischer Musikschultag. Weilheim 2006.
- Sing- und Musikschulen in Bayern. Die öffentliche Musikschule im musikalischen Bildungswesen. Weilheim 2007.
- Bayerische Musikschulen. Weilheim 2009.
- Festschrift 35. Bayerischer Musikschultag. Weilheim 2012.